# William Stedman
William Stedman (* 21. Januar 1765 in Cambridge, Province of Massachusetts Bay; † 31. August 1831 in Newburyport, Massachusetts) war ein britisch-amerikanischer Politiker. Zwischen 1803 und 1810 vertrat er den Bundesstaat Massachusetts im US-Repräsentantenhaus.

## Werdegang
William Stedman besuchte bis 1784 die Harvard University. Nach einem anschließenden Jurastudium und seiner 1787 erfolgten Zulassung als Rechtsanwalt begann er in diesem Beruf zu arbeiten. Im Jahr 1790 war er auch als Friedensrichter tätig. Zwischen 1795 und 1800 war er als Town Clerk bei der Stadt Lancaster angestellt. Politisch wurde er Mitglied der Ende der 1790er Jahre von Alexander Hamilton gegründeten Föderalistischen Partei. Im Jahr 1802 saß er als Abgeordneter im Repräsentantenhaus von Massachusetts; von 1803 bis 1807 war er als Executive Chancellor Ortsvorsteher in Lancaster.
Bei den Kongresswahlen des Jahres 1802 wurde Stedman im elften Wahlbezirk von Massachusetts in das US-Repräsentantenhaus in Washington, D.C. gewählt, wo er am 4. März 1803 die Nachfolge von Manasseh Cutler antrat. Nach drei Wiederwahlen konnte er bis zu seinem Rücktritt am 16. Juli 1810 im Kongress verbleiben. Während seiner Zeit als Abgeordneter wurde im Jahr 1803 durch den von Präsident Thomas Jefferson getätigten Louisiana Purchase das Staatsgebiet der Vereinigten Staaten beträchtlich erweitert. Im Jahr 1804 wurde der zwölfte Verfassungszusatz ratifiziert.
Zwischen 1810 und 1816 war William Stedman Verwaltungsbeamter am Bezirksgericht im Worcester County. Später zog er nach Newburyport, wo er am 31. August 1831 starb.